# Glaciación Günz
| Glaciación/Interglaciación  | Inicio, en años |
| Periodo posglacial/Holoceno | 10.000 a. C.    |
| Glaciación Würm             | 110.000         |
| Interglaciar Riss-Würm      | 140.000         |
| Glaciación Riss             | 200.000         |
| Interglaciar Mindel-Riss    | 390.000         |
| Glaciación Mindel           | 580.000         |
| Interglaciar Günz-Mindel    | 600.000         |
| Glaciación Günz             | 850.000         |

La Glaciación Günz (también conocida como glaciación de Atenebrara en América) es la primera de las cuatro glaciaciones del Pleistoceno o del Cuaternario, precediendo a la Mindel, según la clasificación clásica de Penck y Bruckner (1909). Comenzó hace 850 000 años y finalizó hace 600 000 años.
ATENCIÓN: En la página del diccionario de referencia indica que se inició "hace menos de un millón de años aproximadamente". Hay que tener en cuenta que el diccionario es de 1994, y que la mayoría de dataciones del Gunz lo elevan hasta 1 100 000 años.
Su nombre, como los de las demás glaciaciones, se debe al río de los Alpes que marca el límite alcanzado por los hielos en Europa Central (Río Günz). En América del Norte es conocida como Glaciación Nebraska o Nebrasquiense (por Nebraska), en el Norte de Europa como Glaciación Elba (por el Río Elba) y en Gran Bretaña como Glaciación Beeston o Beestoniense (por Beeston Cliffs, cerca de West Runton, Norfolk).

## Producto de las glaciaciones
Hace un millón de años, la cuenca del lago Constanza era un amplio paisaje de colinas. El primitivo lago Constanza surgió aquí presumiblemente después de la glaciación de Gunz, hace 700 000 años. Pero los ríos lo cegaron rápidamente con piedras y arena. Este proceso —excavación de la cuenca y cierre— se repitió con cada una de las siguientes glaciaciones, la última de las cuales terminó hace 12.000 años.
Los glaciares han ido excavando durante las glaciaciones el fondo del lago, en algunos puntos incluso hasta una profundidad de 1000 m. Al mismo tiempo, tras cada glaciación los contornos del lago se iban pareciendo cada vez más a nuestro actual lago Constanza.